# Rayonnement thermique (maladie professionnelle)
Cet article décrit les critères administratifs pour qu'une affection oculaire soit provoquée par le rayonnement thermique (rayonnement infrarouge) soit reconnue comme maladie professionnelle en France.
Ce sujet relève du domaine de la législation sur la protection sociale et a un caractère plus juridique que médical. Pour la description clinique de la maladie se reporter à l'article suivant :

## Législation en France

### Régime général
| Fiche Maladie professionnelle | Fiche Maladie professionnelle | Fiche Maladie professionnelle |
| Ce tableau définit les critères à prendre en compte pour que les affections oculaires provoquées par le rayonnement thermiques soient prises en charge au titre de la maladie professionnelle | Ce tableau définit les critères à prendre en compte pour que les affections oculaires provoquées par le rayonnement thermiques soient prises en charge au titre de la maladie professionnelle | Ce tableau définit les critères à prendre en compte pour que les affections oculaires provoquées par le rayonnement thermiques soient prises en charge au titre de la maladie professionnelle |
| Régime Général. Date de création : 17 septembre 1982 | Régime Général. Date de création : 17 septembre 1982 | Régime Général. Date de création : 17 septembre 1982 |
| Tableau N° 71 RG | Tableau N° 71 RG | Tableau N° 71 RG |
| Affections oculaires dues au rayonnement thermique | Affections oculaires dues au rayonnement thermique | Affections oculaires dues au rayonnement thermique |
| --- | --- | --- |
| Désignation des Maladies | Délai de prise en charge | Liste indicative des principaux travaux susceptibles de provoquer ces maladies |
| Cataracte | 15 ans | Travaux exposant habituellement au rayonnement thermique de verre ou de métal portés à incandescence.                                                                                         |
| Date de mise à jour : | | |

## Sources spécifiques
- (fr) Tableau N° 71 des maladies professionnelles du régime Général

## Sources générales
- (fr) Tableaux du régime Général sur le site de l’AIMT
- (fr) Guide des maladies professionnelles sur le site de l’INRS